# John Dillwyn Llewelyn
Pour les articles homonymes, voir Llewelyn.
John Dillwyn Llewelyn, né le 12 janvier 1810 et mort le 24 août 1882, est un scientifique  et un photographe britannique du Pays de Galles , pionnier de la photographie.

## Famille et jeunesse
Né dans la paroisse de Llangyfelach, près de Swansea, John Dillwyn Llewelyn est le fils aîné de Lewis Weston Dillwyn et de Mary Dillwyn, née Adams, fille naturelle du colonel John Llewelyn de Penllergaer et Ynysygerwn. Son père avait été envoyé à Swansea en 1803 par son père  William, pour reprendre la direction de la Cambrian Pottery (en). Sa sœur, Mary Dillwyn (1816-1906), est la première femme photographe du pays de Galles ; son frère Lewis Llewelyn Dillwyn est un industriel et homme politique.
Les ancêtres de Llewelyn sont à la fois gallois et américains. Son arrière-arrière-grand-père, William Dillwyn, Quaker persécuté, émigre en Amérique du Nord au XVIIe siècle et se voit accorder des terres par William Penn et certains descendants de William vivent toujours aux États-Unis ; la Parrish Art Gallery and Museum, à Long Island, a été fondée par l'un d'eux. Un autre descendant est le peintre américain Maxfield Parrish.
À sa majorité, il hérite des domaines de Penllergaer et Ynysygerwn, près de Swansea, de son grand-père maternel John Llewelyn, et prend le nom de famille supplémentaire de Llewelyn. Éduqué à la maison, il rencontre par l'intermédiaire de son père, membre de la Royal Society et de la Linnean Society, et à une époque membre du Parlement, plusieurs des scientifiques éminents de son temps, notamment David Brewster, Michael Faraday et Charles Wheatstone. 
En 1833, il épouse Emma Thomasina Talbot, fille de Thomas Mansel Talbot et de Mary Lucy Fox Strangways, fille cadette du comte et de la comtesse d'Ilchester. Thomas est apparenté à William Davenport Talbot et Mary est la sœur d'Elisabeth Talbot, les parents de William Henry Fox Talbot. Henry Talbot, de par ses intérêts botaniques, est un ami de Lewis Weston Dillwyn et passe une partie de son adolescence à Penrice, la maison des Talbot gallois, visitant également Penllergaer.
En 1835, il est haut shérif de Glamorgan.

## Photographe
En janvier 1839, à la suite des annonces de procédés photographiques par William Henry Fox Talbot et Louis Daguerre, Llewelyn, avec les encouragements de Henry Talbot, commence à expérimenter lui-même. Il essaie tous les procédés disponibles. Son premier daguerréotype est daté de 1840. Quelques-uns de ses premiers dessins photogéniques ont survécu, notamment des clichés en verre datés de 1839. Quelques milliers de négatifs au calotype et au collodion humide existent encore ainsi que des albums dans des collections privées et publiques et conservés par la famille.
Lorsque la Royal Photographic Society est fondée en 1853, Llewelyn est l'un de ceux qui assistent à la réunion de fondation de la Society of Arts de Londres et est, pendant quelques années, membre fondateur du conseil. Il est suggéré à un moment donné qu'il devienne vice-président national, mais cette idée ne semble pas avoir abouti. Il expose régulièrement dans les premières expositions de la Société ainsi qu'à Dundee, à l'exposition Manchester Art Treasures et à l'exposition de Paris en 1855. Lors de cette dernière exposition, il figure parmi ceux qui reçoivent une médaille d'argent pour sa série « Motion ».
En 1856, il annonce son propre procédé oxymel qui permet de conserver les négatifs au collodion pendant plusieurs jours. Cela est salué comme une avancée par l'Illustrated London News en juillet 1856.
Il prend également un certain nombre d'images stéréographiques à l'aide d'un appareil photo qu'il a acheté pour l'anniversaire de sa fille Thereza en 1856.
Ses dernières images semblent dater de la fin des années 1850, après quoi il est possible que son état de santé ait empêché toute activité photographique ultérieure. Il n'a jamais sorti son appareil photo de la Grande-Bretagne, même si la famille se rendait fréquemment en Europe continentale. La majorité de ses images sont prises autour de son domaine de Penllergare, près de Swansea, et autour de la côte galloise. Il existe également un certain nombre d'images prises en Cornouailles sur plusieurs années, dont beaucoup à Bristol, notamment des images d'animaux et d'oiseaux pionniers au zoo de Clifton, dans le Yorkshire, dans le Derbyshire et quelques-unes en Écosse. Son cercle d'amis photographes comprend Philip Henry Delamotte, Robert Hunt, Hugh Welch Diamond et surtout son parent éloigné Calvert Richard Jones. Des références anecdotiques dans un journal nous disent que, dans les années 1840, il mène avec son ami le photographe Antoine Claudet, établi à Londres, des expériences sur le procédé du daguerréotype.
Bien qu'il n'ait jamais publié de livres photographiques, il contribue à The Sunbeam édité par son ami Philip Henry Delamotte et à d'autres livres. Un livre de Llewelyn dont la publication était prévue est Pictures of Welsh Scenery qui devait être publié par Joseph Cundall de Bond Street, en 1854 : sa publication est annoncée dans The Practice of Photographye publié en 1853 par Philip Delamotte : « Now ready, price 16s .... "Series of Photographic Pictures of Welsh Scenery" by J D Llewelyn. Published in parts 10s 6d each » mais cet ouvrage n'a pas été publié.
Il réalise deux photographies de ses filles, celle de Thereza, astronome et pionnière de la photographie scientifique, regardant dans un microscope vers 1854 et une d'Elinor en 1857, toutes deux avec un photogramme de fougères comme bordure,.

## Galerie

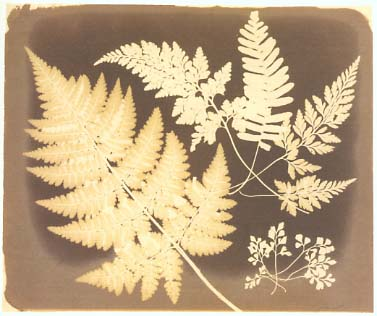
Fougères, vers 1848-1852[6].
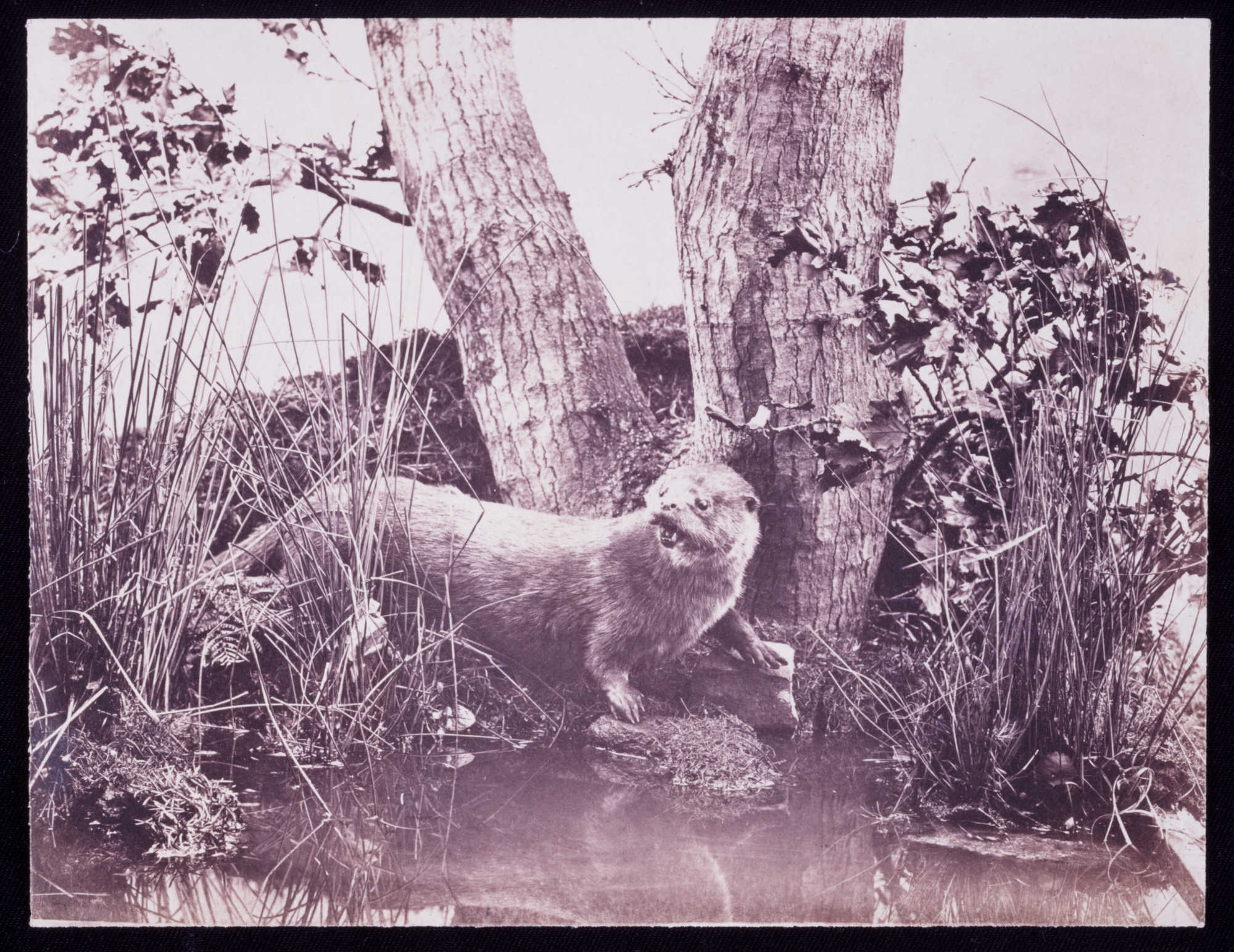
Loutre, 1852.
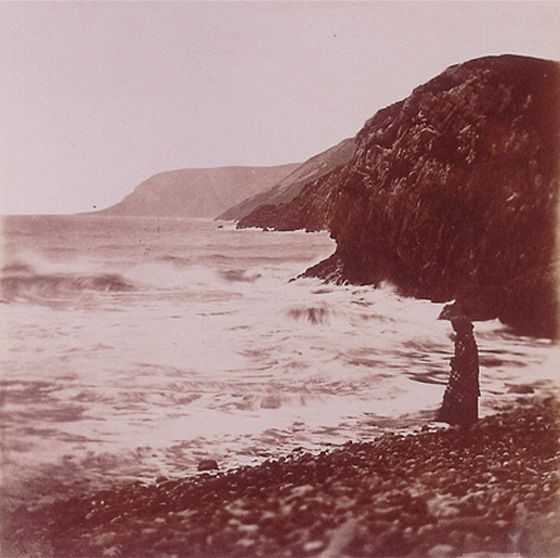
Vue de Caswell Bay, 1853.
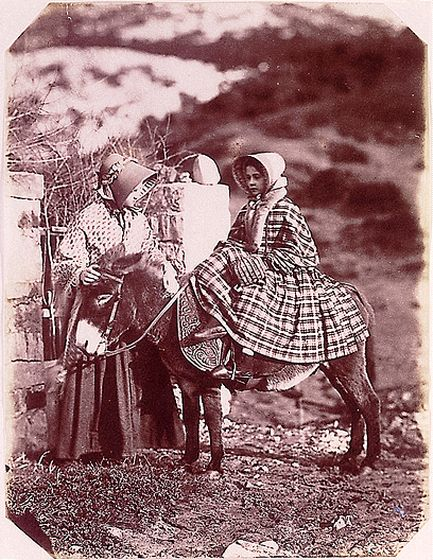
Ellinor, une des filles de John Dillwyn Llewelyn, sur un âne, 1853[7].
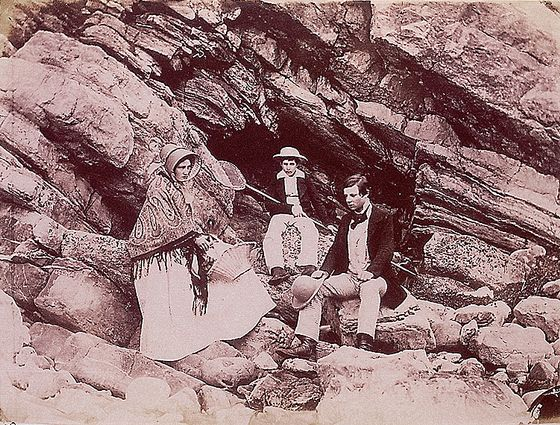
Thereza, John et Willie à Caswell Bay, 1853.
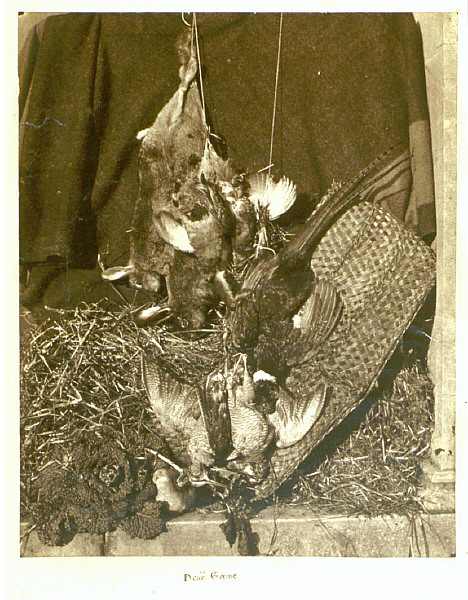
Trophée de chasse, tirage à l'albumine, 1854.

## Autres intérêts scientifiques

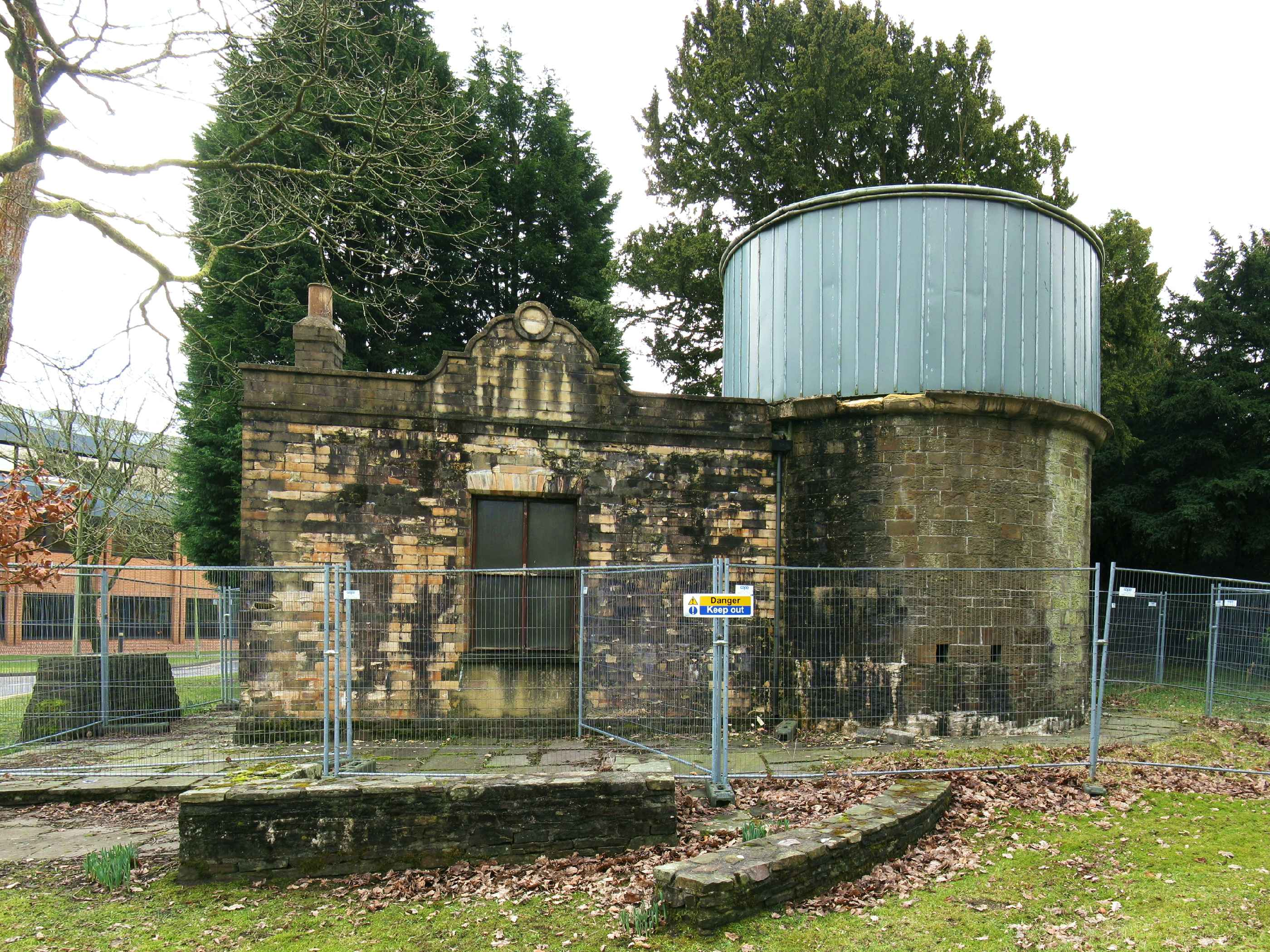
Observatoire construit par John Dillwyn Llewelyn sur le domaine de Penllergaer.

Llewelyn a de nombreux intérêts scientifiques et technologiques au-delà de la photographie. Il constitue une collection botanique et crée la première serre d'orchidées privée pour reproduire les conditions originales des plantes des jungles sud-américaines, chauffée à la vapeur et dotée d'une cascade chauffée. Il aide Charles Wheatstone dans les toutes premières expériences de télégraphie sous-marine, au large des Mumbles, dans le sud du Pays de Galles. Il fait la démonstration d'une maquette de bateau propulsée par un moteur électrique sur le lac ornemental de son domaine. 
Llewelyn s'intéresse à l'astronomie. Il fait construire à partir de 1851 un observatoire en pierre sur le domaine à l'usage de sa fille Thereza. L'observatoire abrite un télescope réfracteur d'ouverture de 4¾ pouces sur une monture équatoriale. Il collabore avec sa fille à un certain nombre d'expériences en astrophotographie, notamment certaines des premières photographies de la lune au milieu des années 1850. 

## Dernières années
Llewelyn s'installe à Londres en 1879 et meurt le 24 août 1882 à son domicile, Atherton Grange, à Wimbledon. Emma est morte l'année précédente. Tous deux sont enterrés à l'église de Penllergaer, construite à l'origine par Llewelyn pour sa famille et les ouvriers du domaine. Leur fils aîné John Talbot Dillwyn Llewellyn devient haut shérif de Glamorgan en 1878, maire de Swansea en 1891 et député de Swansea de 1895 à 1900 et est créé baronnet en 1890.

## Collections
- Victoria and Albert Museum, Londres[11].